# Trachurus indicus
 Trachurus indicus és una espècie de peix de la família dels caràngids i de l'ordre dels perciformes.

## Morfologia
Els mascles poden assolir els 35 cm de longitud total.

## Distribució geogràfica
Es troba des del Pakistan i el Golf Pèrsic fins al Golf de Suez i Somàlia.